# 애갬 다시

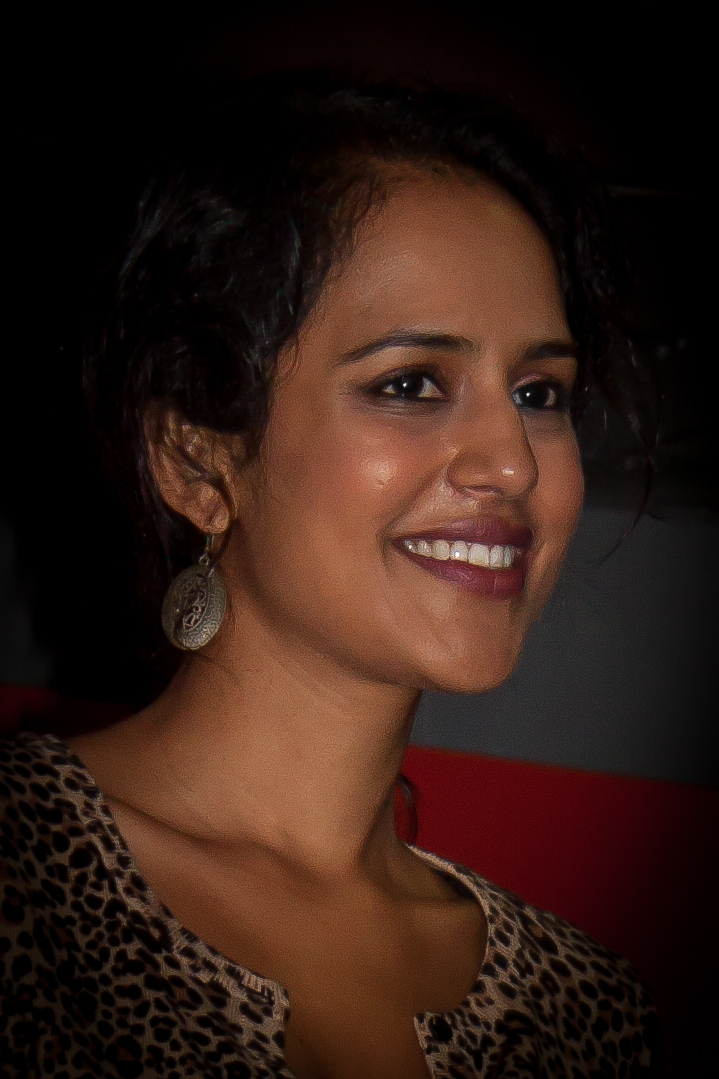

아감 다시(Agam Darshi, 1980년 1월 12일 ~ )는 영국의 배우이다.
버밍엄에서 태어났다.

## 출연 작품
- 브레인 온 파이어 (2017년) - 칸 박사 역
- 콜로설 (2016년) - 애쉬 역
- 포제션 : 악령의 상자 (2012년)
- 인 데어 스킨 (2012년) - 간호사 역
- 노멀 (2011년) - 낸시 역
- 아버지와 아들 (2010, Fathers & Sons)
- 죽은 호랑이를 위한 밤 (2010년)
- 댄 포 메이어 (2010년)
- What Color Is Love? (2009)
- 익사이트 (2009년)
- 2012 (2009년)
- 뉴욕시: 토네이도 테러 (2008년)
- 임팩트 (2008년)
- 아메리칸 비너스 (2007년)
- 굿 럭 척 (2007년)
- 더 버터플라이 (2007년)
- 시빅 듀티 (2006년)
- 내 생애 가장 징글징글한 크리스마스 (2006년)
- 스네이크 온 어 플레인 (2006년)
- 파이널 데스티네이션 3 (2006년)
- 리퍼 매드니스 - 영화 뮤지컬 (2005년)

### 텔레비전
- 마스터즈 오브 호러 - 스크루플라이 편 (2006)
- 생츄어리 (2009-10) - 케이트 프리랜더 역